# Copinsay
Copinsay (von altnordisch „Kolbeinsey“ = dt. „Kolbein Hrúgas Insel“) ist eine kleine, dreifach gegliederte, unbewohnte Insel der Orkney, die etwa 5,5 km vor Deerness, der östlichen Halbinsel von Mainland, liegt.

## Charakteristik
Copinsay und die zugehörigen kleinen Holme (Corn, Black und Ward Holm) sind Teil eines Naturschutzgebiets (RSPB Reserve), das 1972 von der RSPB erworben wurde. Die Holme liegen auf der Westseite und sind Gezeiteninseln, die bei Niedrigwasser von Copinsay aus zu Fuß erreichbar.
Das „Pferd von Copinsay“ ist ein steiler Felsen im Meer vor der Nordostseite der Insel. Der etwa 28,0 Meter hohe Felsen besitzt ein Blasloch am nördlichen Ende, das bei rauem Wetter, wenn der Sprühnebel sichtbar wird, auffällig ist. Wegen der starken Dünung ist das „Pferd“ schwer zu erreichen.
Bis 1958, als die letzten Anwohner nach Mainland zogen, war die Insel bewohnt. Heute sind noch ein Schulgebäude, zwei Bauernhöfe und Stallungen sowie eine Straße sichtbar. Die Insel muss schon in der Frühgeschichte bewohnt gewesen sein, da man eine alte Begräbnisstätte und einen Abfallhaufen gefunden hat.
Heute werden noch einige Felder auf Veranlassung der RSPB bestellt, um dem Wachtelkönig Lebensraum zu bieten.
1774 beschrieb G. Low die Kapelle von Corn Holm (Kirkholm) als Gebäude mit einer Breite von 4,6 m, einer Wandstärke von 1,5 m und einer sehr niedrigen Tür.

## Fauna

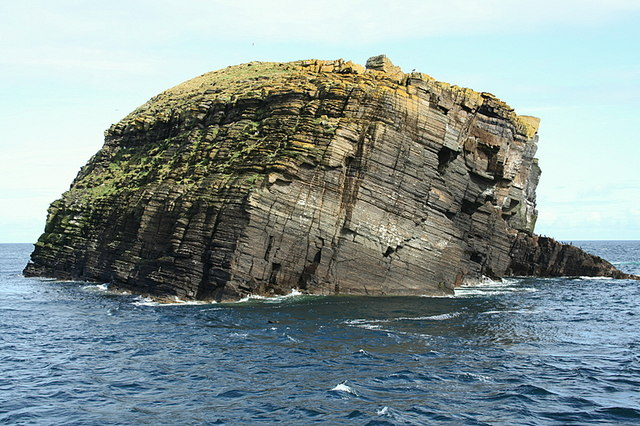
Horse of Copinsay

### Robben
Auf der Insel existiert eine größere Kolonie von Kegelrobben von etwa 2000 Tieren, die dort ihre Jungen regelmäßig im November zur Welt bringen.

### Vögel
Die keilförmige schottische Insel hat ein langes 70 Meter hohes Kliff auf der Ostseite, das bevorzugter Brutplatz der Seevögel ist. Auf der Insel und den Holmen brüten Dreizehenmöwen, Lummen, Eissturmvögel, Papageientauchern, Tordalken, Gryllteisten. Es gibt den seltenen Wachtelkönig im Gras unterhalb der Klippen. Auch Krähenscharben, Felsentauben, Raben, Eiderenten und Küstenseeschwalben brüten hier. In der Vergangenheit gab es auch Wanderfalken. Copinsay wird besonders im Frühsommer besucht, wenn die Vögel nisten und die Pflanzen blühen. Auf dem „Pferd“ gibt es Kolonien von Möwen, Tölpeln und Kormoranen.
Insgesamt wird die Insel in der Brutsaison regelmäßig von etwa 70.000 Seevögeln genutzt.

## Leuchtturm
Im Jahre 1915 wurde der heute automatisierte, 79 Meter über dem Wasserspiegel aufragende Leuchtturm (Architekten: David Alan Stevenson und Charles Alexander Stevenson) auf der Insel fertig, der nach dem Ersten Weltkrieg in Betrieb ging und die Beleuchtung auf der östlichen Seite der Orkney komplettierte.